# 若昂·吉马朗伊斯·罗萨
若昂·吉马朗伊斯·罗萨（葡萄牙語：João Guimarães Rosa，1908年6月27日—1967年11月19日），巴西作家。他也是一位医生和外交官。1963年當選巴西文學院院士。
若昂·吉马朗埃斯·罗萨的作品在语言上有所创新，受流行语和方言的影响，由于作者的博学，创造了一大批新词和语法。其代表作为《广阔的腹地：条条小径》。他的短篇小說《河的第三条岸》也廣為傳誦。

## 作品
- 短篇小说集《最初的故事》（Primeiras Estórias）
- 诗集《岩浆》(1936)
- 短篇小说集《萨加拉纳》(1946)
- 长篇小说《广阔的腹地：条条小路》（1956年）
- 短篇小说集《舞蹈团》（1956年）